# Inge Krokrygg
 Der er for få eller ingen kildehenvisninger i denne artikel, hvilket er et problem. Du kan hjælpe ved at angive troværdige kilder til de påstande, som fremføres i artiklen.

Inge Krokrygg (født i 1135, død i 1161) var konge af Norge fra 1136 til 1161.
Han blev født i 1135 som søn af kong Harald Gille. Inge blev valgt til konge på Borgartinget (Oslo) i 1136. Samtidig blev broderen Sigurd Munn valgt til konge på Øretinget (Trondheim). I virkeligheden var det stormænd som Tjostulv Åleson, Gregorius Dagsson og Erling Skakke, der regerede for de to barnekonger.
Som toårig var han med i et slag, båret af Tjostulv Åleson, men denne tabte ham, så han fik en invaliderende rygskade (Krogryg).
Inge Krokrygg kæmpede i 1150'erne mod brødrene Øystein Haraldsson og Sigurd Munn og fik med støtte af den stærke Gregorius Dagsson slået dem begge ihjel. Inge Krokrygg faldt i et slag i 1161 mod Sigurd Munns søn Håkon Herdebrei.